# My Prerogative
My Prerogative (engl. für: „Mein Vorrecht“) ist ein Lied von Bobby Brown aus dem Jahr 1988, das von ihm, Aaron Hall und Teddy Riley geschrieben und von Riley produziert wurde. Es erschien auf dem Album Don’t Be Cruel.

## Hintergrund
Nachdem Bobby Brown bereits die Aufnahmesitzungen für das Album Don’t Be Cruel abgeschlossen hatte, kam ihm der Gedanke, noch ein weiteres Lied aufzunehmen. Er reiste mit den Songwritern nach New York und nahm dort das Lied auf. In einem Interview mit The Hour am 17. März 1989 erläuterte Brown die Bedeutung des Liedes und sagte: „Der Song ist meine Art mich auszudrücken, jeder hat das Recht zu tun, was er will, doch es muss das Richtige sein.“
My Prerogative ist ein New-Jack-Swing-Song, der Hip-Hop-Beats mit Synthie-Pop und Soul-Elementen verschmilzt. Die Veröffentlichung fand am 11. Oktober 1988 statt, und in den Vereinigten Staaten wurde das Lied ein Nummer-eins-Hit. 1995 erschien eine weitere Version des Liedes unter dem Namen My Prerogative ’95, die in Großbritannien Platz 17 erreichte.

## Musikvideo
Beim Musikvideo führte Alek Keshishian Regie. Die Studiomusiker spielen den Song auf einer Bühne, und später stößt Bobby Brown dazu. Er trägt einen schwarzen Anzug und ein Headset. Er tanzt mit zwei Frauen, von denen eine auf einem Umhängekeyboard spielt.

## Kommerzieller Erfolg

### Chartplatzierungen
Originalversion 1988
| ChartsChartplatzierungen       | Höchstplatzierung | Wochen |
| ------------------------------ | ----------------- | ------ |
| Deutschland (GfK)              | 15 (15 Wo.)       | 15     |
| Vereinigte Staaten (Billboard) | 1 (24 Wo.)        | 24     |
| Vereinigtes Königreich (OCC)   | 6 (18 Wo.)        | 18     |

| ChartsJahrescharts (1989)      | Platzierung |
| ------------------------------ | ----------- |
| Vereinigte Staaten (Billboard) | 2           |

My Prerogative ’95
| ChartsChartplatzierungen     | Höchstplatzierung | Wochen |
| ---------------------------- | ----------------- | ------ |
| Vereinigtes Königreich (OCC) | 17 (4 Wo.)        | 4      |

### Auszeichnungen für Musikverkäufe
| Land/Region               | Auszeichnungen für Musikverkäufe (Land/Region, Auszeichnung, Verkäufe) | Verkäufe |
| ------------------------- | ---------------------------------------------------------------------- | -------- |
| Vereinigte Staaten (RIAA) | Gold                                                                   | 500.000  |
| Insgesamt                 | 1× Gold ·                                                              | 500.000  |

## Britney Spears-Version
Die US-amerikanische Popsängerin Britney Spears veröffentlichte im September 2004 eine Coverversion als Vorabsingle ihres ersten Best-Of-Albums Greatest Hits: My Prerogative.

### Chartplatzierungen
| ChartsChartplatzierungen     | Höchstplatzierung | Wochen |
| ---------------------------- | ----------------- | ------ |
| Deutschland (GfK)            | 3 (12 Wo.)        | 12     |
| Österreich (Ö3)              | 7 (16 Wo.)        | 16     |
| Schweiz (IFPI)               | 4 (16 Wo.)        | 16     |
| Vereinigtes Königreich (OCC) | 3 (16 Wo.)        | 16     |

| ChartsJahrescharts (2004) | Platzierung |
| ------------------------- | ----------- |
| Schweiz (IFPI)            | 82          |

### Auszeichnungen für Musikverkäufe
| Land/Region                  | Auszeichnungen für Musikverkäufe (Land/Region, Auszeichnung, Verkäufe) | Verkäufe |
| ---------------------------- | ---------------------------------------------------------------------- | -------- |
| Australien (ARIA)            | Gold                                                                   | 35.000   |
| Norwegen (IFPI)              | Gold                                                                   | 5.000    |
| Vereinigte Staaten (RIAA)    | Gold                                                                   | 500.000  |
| Vereinigtes Königreich (BPI) | Silber                                                                 | 200.000  |
| Insgesamt                    | 1× Silber · 3× Gold ·                                                  | 740.000  |

Hauptartikel: Britney Spears/Auszeichnungen für Musikverkäufe

## Weitere Coverversionen
- 1990: Public Enemy (Pollywanacraka)
- 1995: LL Cool J (Doin' It)
- 2003: Rod Michael
- 2013: Jacob Artist (Glee)[14]